# Cellaria mitrata
Cellaria mitrata is een mosdiertjessoort uit de familie van de Cellariidae. De wetenschappelijke naam van de soort is voor het eerst geldig gepubliceerd in 1958 door Brown.